# Womb of Lilithu
Womb of Lilithu è un album dei Necrophobic del 2013.

## Tracce
1. Womb of Lilithu – 2:26
2. Splendour Nigri Solis – 4:24
3. Astaroth – 6:01
4. Furfur – 4:08
5. Black Night Raven – 6:56
6. The Necromancer – 5:33
7. Marquis Phenex – 5:05
8. Asmodee – 4:00
9. Marchosias – 6:03
10. Matanbuchus – 4:40
11. Paimon – 4:49
12. Opium Black – 5:03
13. Infinite Infernalis – 6:15
14. Amdusias – 3:08

## Formazione
- Tobias Sidegård - voce, chitarra
- Fredrik Folkare - chitarra
- Joakim Sterner - batteria
- Alex Friberg - basso